# Valerija
Valerija je  žensko osebno ime.

## Izvor imena
Ime Valerija izhaja iz latinskega imena Valeria, ki je ženska oblika imena Valerius. Latinsko ime Valerius pomeni »izhajajoč iz rimske plemiške rodbine Valerijcev« in se povezuje z glagolom valeo v pomenih »biti močen, krepak, zdrav, dobro se počutiti«.

## Različice imena
- moške različice imena: Valerij, Valerijan, Valerijano, Valerijo, Valerin, Valerjan
- ženske različice imena: Valči, Valčika, Valčka, Valerina, Valerijana, Valeriana

## Tujejezikovne različice imena
- pri Čehih, Francozih: Valérie
- pri Madžarih, Slovakih: Valéria
- pri Nemcih: Valerie
- pri Poljakih: Waleria

## Pogostost imena
Po podatkih Statističnega urada Republike Slovenije je bilo na dan 31. decembra 2007 v Sloveniji število ženskih oseb z imenom Valerija: 2.560. Med vsemi ženskimi imeni pa je ime Valerija po pogostosti uporabe uvrščeno na 103. mesto.

## Osebni praznik
V koledarju je ime Valerija zapisano 28. april (Valerija, mučenka, † 28.apr. v 2.st.) in 9. decembra (Valerija, mučenka, † 9.dec. 200).

## Zanimivost
- Valeria se je imenovala rimska pokrajina v Panoniji (s sedežem v Aquinumu Akvinum - Obuda, ki je sedaj del Budimpešte).